# Michael J. Kennedy
Michael Joseph Kennedy (* 25. Oktober 1897 in New York City; † 1. November 1949 in Washington, D.C.) war ein US-amerikanischer Politiker. Zwischen 1939 und 1943 vertrat er den Bundesstaat New York im US-Repräsentantenhaus.

## Werdegang
Michael Joseph Kennedy wurde kurz vor dem Ende des 19. Jahrhunderts in New York City geboren. Er besuchte dort die Sacred Heart Parochial School. Zwischen 1914 und 1921 arbeitete er als Empfangsmitarbeiter (hotel clerk) in einem Hotel. Dann war er zwischen 1921 und 1923 als clerk im New York City Board of Elections tätig. Zwischen 1923 und 1938 diente er als US Marshal in New York City. Er ging 1939 Versicherungsgeschäften nach. Politisch gehörte er der Demokratischen Partei an.
Bei den Kongresswahlen des Jahres 1938 für den 76. Kongress wurde Kennedy im 15. Wahlbezirk von New York in das US-Repräsentantenhaus in Washington D.C. gewählt, wo er am 4. Januar 1939 die Nachfolge von John J. Boylan antrat. Nach einer erfolgreichen Wiederwahl in den 77. Kongress verzichtete er im Jahr 1942 auf eine erneute Kandidatur und schied nach dem 3. Januar 1943 aus dem Kongress aus.
Nach seiner Kongresszeit ging er in New York City wieder Versicherungsgeschäften nach. Am 1. November 1949 verstarb er bei einem Flugzeugunglück (Eastern-Air-Lines-Flug 537) in der unmittelbaren Nähe vom Washington National Airport. Seine sterblichen Überreste wurden dann auf dem Gate of Heaven Cemetery in Hawthorne beigesetzt.